# الجيش الألماني (الفيرماخت)
الجيش الألماني (بالألمانية: Heer (Wehrmacht)) هو عنصر القوات البرية في الفيرماخت، من 1935 القوات المسلحة الألمانية العادية تم تسريحها ولاحقاً تم حلها في أغسطس 1946. على الرغم من أنها غالبا ما تقتصر خطأ على القوات البرية، الفيرماخت يحتوي أيضاً علي كريغسمارينه (القوات البحرية) و لوفتفافه (القوات الجوية). خدم مايقرب من 13 مليون جندي في الجيش الألماني في الحرب العالمية الثانية، ومعظمهم أفراد من التجنيد الإجباري.
فقط بعد 17 شهراً بعدما أطلق أدولف هتلر مشروع إعادة تسليح الرايخ الثالث للجمهور، وصل الجيش هدفه الموضوع من 36 فرقة عسكرية. في خريف 1937، تم إنشاء فيلقان آخران. في 1938 تم إنشاء أربعة فيالق إضافيين مع انضمام 5 فرق عسكرية من الجيش النمساوي بعد آنشلوس في مارس. خلال فترة توسيعه بواسطة أدولف هتلر، الجيش الألماني تابع تطوير المفاهيم الرائدة في الحرب العالمية الأولي، والجمع بين القوات البرية والجوية في فرق جماعية. و تطبيق الأساليب التكتيكية مثل التطويق ومعركة الإبادة، حيث بذلك تمكن الجيش الألماني من إحراز النصر بسرعة في السنتين الأوليتين في الحرب العالمية الثانية، مما دفع لإستخدام كلمة الحرب الخاطفة (وتعني الحرب السريعة أو حرفياً الحرب بسرعة البرق) من التقنيات المستعملة.

## التركيب
القيادة العليا للجيوش الألمانية كانت القائد الأعلي للقوات من 1936 إلي 1945. ونظرياً القيادة العليا للفيرماخت كانت هيئة أركان الحرب العسكرية في القوات العسكرية للرايخ الثالث، والتي تقوم بقيادة الفيرماخت (بكل أجزائه من بحرية وجوية) في عملياته. عملياً كانت هيئة أركان الحرب العسكرية بمثابة التابع لأدولف هتلر، والتي تحول أفكاره إلي خطط حربية وأوامر عسكرية، وتتأكد من تنفيذها بالكامل. ومع ذلك، مع تقدم الحرب وجدت هيئة أركان الحرب نفسها تمارسة كميات متزايدة من سلطة القيادة المباشرة على القوات العسكرية، عملياً في الغرب، هذا أنتج وضعاً حيث في 1943 تحكمت هيئة أركان الحرب في الجبهة الغربية في الحرب العالمية الثانية، في حين أن القيادة العليا للفيرماخت تحكمت في الجبهة الشرقية في نفس الوقت...